# シエラ型原子力潜水艦
シエラ型原子力潜水艦（シエラがたげんしりょくせんすいかん、英語: Sierra-class submarine）は、ソビエト/ロシア海軍の攻撃型原子力潜水艦の艦級に対して付与されたNATOコードネーム。ソ連海軍での正式名は945型潜水艦（ロシア語: Подводные лодки проекта 945）、計画名は「バラクーダ」（露: ≪Гранит≫）であった。また発展型の945A型（計画名：コンドル、≪Антей≫）はシエラII型のNATOコードネームを付された。公式の艦種類別は、当初は潜水巡洋艦、1992年以降は一等大型原子力潜水艦（Большая подводная лодка, BPL）となった。

## 来歴
ソビエト連邦海軍のドクトリンでは、「戦略核の運用」「米空母戦闘群の阻止」「米SSBN・SSNの阻止」「欧米のシーレーンの破壊」という4つの戦略目標が掲げられていた。1970年代以降、アメリカ海軍の潜水艦戦力の激増を受けて、「米SSBN・SSNの阻止」が最重要目標に繰り上げられた。1973年には「アーガス」国家対潜総合プログラムが発動されると同時に、対潜戦の指揮統制を担う総合C4Iシステムとして「ネプチューン」の開発も着手された。これは水中固定聴音機や哨戒機が投下するソノブイ、衛星や各種艦艇などセンサーからの情報を統合処理し、対潜戦資産に指令を下すシステムであった。攻撃原潜は仮想敵の潜水艦を発見・捕捉・撃破する可能性が最も高いと見積もられ、対潜戦システムの鍵を握る重要な存在と位置づけられたものの、隻数の不足が問題になっていた。
一方、ソビエト連邦では、原子力潜水艦の船体構造材としてチタン合金に着目しており、1960年にチタンの工作技術が確立するのと前後してチタン製潜水艦の建造に着手した。1959年には、世界初のチタン製大型潜水艦として661型（パパ型）SSGNの建造計画が承認されたが、実際の建造は1961年に閣僚会議の承認を受けた705型（アルファ型）SSNが先行し、1番艦は1971年12月に竣工・就役した。
そして同じ1971年より、第112設計局において第3世代SSNの開発が着手された。これによって開発されたのが945型である。1972年3月には主任設計官としてニコライ・クワシャ局長が任ぜられた。1番艦K-239は1979年7月20日に起工された。

## 設計
本型は、用兵上は671RTM型（ヴィクターIII型）の後継として計画されたが、技術的には、大深度潜航実験原潜として1隻のみ建造された685型（マイク型）の実用型とされる。

### 船体
本型では高性能と船殻重量軽減の両立を求められたことから、705型（アルファ型）の知見を踏まえて、船体構造材としてチタン合金が採択された。これによって、従来の高張力鋼を使用した場合と比して、重量を25～30パーセント抑えることができた。降伏耐力は70～72 kgf/mm2といわれている。なおチタン合金の採用には帯磁性の低減という恩恵もあったほか、船体表面には水中吸音材も設置されており、水中放射雑音の低減とともに、被探知性の低減につながった。
構造様式は他のSSNと同様に複殻式とされた。船体やセイルの形状は685型によく似ており、船体中央部は直径8メートルの円筒形、前部と後部は円錐形とされた。円筒形の部分と前後部の接続角度はわずか5度であった。艦内区画は6区画とされた。
大深度から20～30秒で緊急浮上できるよう、685型で実用化された固体燃料ガス発生器20基を備えた。セイル中央には、乗員全員を収容可能な離脱式レスキュー・チェンバーが装備された。また685型「コムソモレツ」の事故の後には、大幅な改良が施された。

### 機関
主機としては、945型ではOK-650A加圧水型原子炉とタービンを1基ずつ搭載し、7翼のスキュード・プロペラ1軸を駆動する方式とされた。出力は43,000馬力であった。また945A型では、原子炉をOK-650Bに更新し、出力は48,000馬力に増強された。なおこのスキュード・プロペラは、本型の水中放射雑音低減に大きく貢献したが、これは東芝機械ココム違反事件で有名になった工作機械によって製造された。
| 設計                | 5～200 Hz | 1 kHz  |
| ------------------- | --------- | ------ |
| 945型 (シエラI型)   | 140 dB    | 120 dB |
| 945A型 (シエラII型) | 138 dB    | 118 dB |

また予備として、DG-300ディーゼル発電機2基（2,000馬力）と112基1群の426 II型蓄電池が搭載されている。水平舵には補助電動機2基（1,000馬力）が取り付けられており、水上を5ノットで走ることができた。

## 装備
945型では、探信儀としてMGK-503「スカットKS」が搭載された。これは艦首の防水カプセルに収容されており、捜索・自動追尾・目標識別・武器管制・航法などの各機能を備えている。探信儀の性能向上に加えて、自艦騒音の低減によって受波器入口雑音レベルも低減されたことで、探知距離は600キロに達した。945A型では、これをもとに音響信号処理のデジタル化を導入したMGK-540「スカット3」が搭載された。このほかに曳航アレイも搭載されたほか、945A型ではフランク・アレイや機雷探知機が追加されたとも言われている。
潜水艦情報処理装置としては、671RTM型（ヴィクターIII型）で採用されたオムニブス型が搭載された。またシムフォニア全緯度航海装置、ツィクロン衛星航法システム、ブフタ警戒装置、チビス・レーダー、モルニア-M自動通信システム、ツナミ衛星通信装置、アニス短波通信装置、コラ超短波通信装置なども装備された。
945型では、水圧式の533mm魚雷発射管4門と650mm魚雷発射管2門が装備されており、65-76重対艦魚雷、TEST-71魚雷、「シクヴァル」超高速魚雷、RPK-6「ウォドバド」 / RPK-7「ヴェテル」（SS-N-16）対潜ミサイル、RK-55「グラナート」（SS-N-21）巡航ミサイルを発射できる。兵装搭載量は在来艦のほぼ倍に当たる40本（533mm径のものが28本と650mm径のものが12本）、機雷なら42個を搭載できた。
その後、65-76重対艦魚雷の陳腐化に伴い、945A型では650mm魚雷発射管は廃止されて533mm魚雷発射管6門となり、かわってグラナート巡航ミサイルの搭載数が増加した。また945A型では、浮上時の防空用としてイグラ携帯式防空ミサイルシステム8基を搭載しており、これは945型にもバックフィットされた。

## 諸元表
|              | 945型 (シエラI型)        | 945A型 (シエラII型)      |
| ------------ | ------------------------ | ------------------------ |
| 水上排水量   | 5,940トン                | 6,466トン                |
| 水中排水量   | 9,600トン                | 10,412トン               |
| 全長         | 107.2 m                  | 110.6 m                  |
| 幅           | 12.3 m                   | 12.3 m                   |
| 吃水         | 9.6 m                    | 11.7 m                   |
| 機関         | OK-650加圧水型原子炉×1基 | OK-650加圧水型原子炉×1基 |
| 機関         | タービン×1基             |                          |
| 機関         | ディーゼル発電機×2基     |                          |
| 機関         | タービン発電機×2基       |                          |
| 機関         | スクリュープロペラ×1軸   |                          |
| 出力         | 43,000馬力               | 48,000馬力               |
| 水上速力     | 12.1ノット               | 14ノット                 |
| 水中速力     | 35.2ノット               | 32.8ノット               |
| 安全潜航深度 | 480 m                    | 520 m                    |
| 最大潜航深度 | 550 m                    | 600 m                    |
| 乗員         | 61名                     | 70名                     |
| 兵装         | 533mm魚雷発射管×4門      | 533mm魚雷発射管×6門      |
| 兵装         | 650mm魚雷発射管×2門      | 533mm魚雷発射管×6門      |
| 兵装         | 魚雷×28本、ミサイル×12本 |                          |

## 同型艦

### 一覧表
| 設計   | 艦番号        | 艦名                              | 建造番号 | 造船所 | 起工           | 進水           | 竣工            | 除籍           |
| ------ | ------------- | --------------------------------- | -------- | ------ | -------------- | -------------- | --------------- | -------------- |
| 945型  | K-239 → B-239 | カープ                            | 301      | 112    | 1979年 7月20日 | 1983年 7月29日 | 1984年 9月29日  | 1998年 5月30日 |
| 945型  | K-276 → B-276 | クラーブ → コストロマ             | 302      | 112    | 1984年 4月21日 | 1986年 7月26日 | 1984年 10月27日 | 就役中         |
| 945A型 | K-534 → B-534 | スバトカ → ニジーニー・ノヴゴロド | 304      | 112    | 1989年 7月29日 | 1992年 7月28日 | 1993年 12月14日 | 就役中         |
| 945A型 | K-336 → B-336 | オークン → プスコフ               | 303      | 112    | 1986年 2月15日 | 1989年 7月8日  | 1990年 12月26日 | 就役中         |

### 運用史
当初は671RTM型（ヴィクターIII型）の後継として30隻が建造される予定であったが、船体構造材としてチタン合金を採用したために船価が高騰したうえに建造できる造船所が限られたことから、建造数はどんどん削減されていった。ただしチタン合金の採用で船殻重量が軽減されて輸送が容易になったことから、内陸部のゴーリキーに所在するクラースノエ・ソルモーヴォ造船所（第112海軍工廠）での建造が可能になった。当初計画では、極東方面コムソモリスク・ナ・アムーレのレニンスキー・コムソモール記念工廠（第199海軍工廠）でも建造される予定だったが、同工廠ではチタンの加工が出来なかったために断念され、かわって鋼鉄製のアクラ型の建造を担当することになった。
ソ連崩壊後、945型の1番艦「カープ」は1998年に除籍されたが、船殻の強度が十分なので、2014年から再就役のために核燃料の交換およびクラブ巡航ミサイルの搭載や電子機器の交換などの近代化改修を実施している。2番艦「コストロマ」は1992年、米原潜「バトンルージュ」と衝突して大破したが、「バトンルージュ」が修理を断念して除籍されたのに対し、「コストロマ」はチタン製の頑丈な船殻の恩恵で、長期修理を必要とはしたものの現役復帰に成功した。945A型は、1番艦「ニジーニー・ノヴゴロド」が2008年までに大規模修理を終え、2011年には2番艦「プスコフ」がズヴェズドーチカ艦艇修理センターから長期修理に入った。その後、就役しているのは「ニジーニー・ノヴゴロド」のみの状態が長らく続いたが、「プスコフ」は2014年3月に再進水し、2016年に復帰した。
性能向上型である945B型も開発され、6隻が建造される計画のもと、1984年には1番艦が起工されたものの、ソビエト連邦の崩壊後に建造中止となり、1993年に解体された。これは公式には予算不足のためとされているが、高性能な945B型の配備がアメリカ海軍との戦力バランスに与える影響を考慮した政治的決定ともいわれている。